# Xã Harrison, Quận Spink, South Dakota
Xã Harrison (tiếng Anh: Harrison Township) là một xã thuộc quận Spink, tiểu bang Nam Dakota, Hoa Kỳ. Năm 2010, dân số của xã này là 38 người.